# 弗里奇頓 (印地安納州)
弗里奇頓（英語：Fritchton）是位於美國印地安納州諾克斯縣的一個非建制地區。該地的面積和人口皆未知。